# George Chapman
George Chapman (n. c. 1559 - d. 12 mai 1634) a fost un dramaturg, poet și traducător englez renascentist din perioada elisabetană.

## Opera
- 1594: Umbra nopții ("The Shadow of Night");
- 1607: Bussy D'Ambois ("Bussy D'Ambois");
- 1608: Conspirația și tragedia lui Charles, duce de Byron ("The Conspiracy and Tragedy of Charles, Duke of Byron");
- 1613: Răzbunarea lui Bussy D'Ambois ("The Revenge of Bussy D'Ambois");
- 1605: Toți, niște proști ("All Fools");
- 1612: Lacrimile unei văduve ("The Widow's Tears").

Chapman tradus Iliada și Odiseea lui Homer.